# خيرمان لوكس
خيرمان داريو لوكس (بالإسبانية: Germán Darío Lux)‏ (مواليد 7 يونيو 1982 في كاركارانيا - الأرجنتين) لاعب كرة قدم أرجنتيني يلعب حاليًا لصالح نادي ديبورتيفو لاكورونيا الإسباني منذ عام 2011 في مركز حراسة المرمى.

## مسيرته الكروية
لعب خيرمان لوكس خلال مسيرته الاحترافية مع 3 أندية في تسعة عشر موسمًا ولم يسجل خلالها أي هدف ضمن 200 مباراة. حيث فاز في موسم واحد بالكأس وفي ثلاثة مواسم بالدوري.
خاض خيرمان لوكس مسيرته مع نادي ريفر بليت في موسم 2001–02 في المرة الأولى ليلعب معه ستة مواسم ثم في موسم 2017–18 واستمر معه طيلة ثلاثة مواسم، مشاركًا طوالها في 65 مباراة ولم يسجل أي هدف. ثم انتقل إلى نادي ريال مايوركا في موسم 2007–08 ليلعب معه أربعة مواسم، حيث شارك في 29 مباراة ولم يسجل أي هدف أيضًا. لينتقل بعدها إلى نادي ديبورتيفو لاكورونيا في موسم 2011–12 ليلعب معه ستة مواسم، مشاركًا في 106 مباراة ولم يسجل أي هدف أيضًا.

## الألقاب والإنجازات

### على مستوى الأندية

#### ريفر بليت
- دوري الدرجة الأولى الأرجنتيني: 2002 ، 2004

#### ديبورتيفو لاكورونيا
- دوري الدرجة الثانية الإسباني: 2011–2012

### على المستوى الدولي
- كأس العالم تحت 20 سنة لكرة القدم: 2001
- الألعاب الأولمبية الصيفية: 2004

## روابط خارجية
- خيرمان لوكس على موقع الاتحاد الدولي (مؤرشف)  (الإنجليزية)
- خيرمان لوكس على موقع قاعدة بيانات كرة القدم.إي يو (الإنجليزية)
- خيرمان لوكس على موقع ناشيونال فوتبول تيمز (الإنجليزية)
- خيرمان لوكس على موقع Soccerway.com (الإنجليزية)
- خيرمان لوكس على موقع عالم كرة القدم.نت (الإنجليزية)
- خيرمان لوكس على موقع أوليمبيديا (الإنجليزية)
- خيرمان لوكس على موقع AS.com (الإسبانية)